# Slivonja Jarek
Slivonja Jarek – wieś w Chorwacji, w żupanii krapińsko-zagorskiej, w gminie Krapinske Toplice. W 2011 roku liczyła 96 mieszkańców.